# Dominique Alexandre Godron
Dominique Alexandre Godron (Hayange, 25 de marzo de 1807-Nancy, 16 de agosto de 1880) fue un médico, botánico, geólogo y espeleólogo francés.

## Biografía
Estudia medicina en Estrasburgo, y se instala graduado para ejercerla en Metz. En 1835 pasa a Nancy para ser profesor de medicina. En 1836 es profesor de historia natural, materias médicas y Terapéutica, y se va sintiendo cada vez mejor con la botánica y con las ciencias naturales. Ejerce esa función de 1843 a 1850, cuando es nombrado rector de la Academia de Vesoul, y luego de Montpellier, cuando se jubila en Besançon en 1854.
En 1855, es Decano de la nueva Facultad de Ciencias de Nancy. Simultáneamente dirige el Museo de Zoología y el Jardín botánico.
Publica una «Flora de Lorraine» y colabora con Grenier en la «Flore de France» .
Se interesa en la paleontología y en la hibridación vegetal, y en la teratología.
Frecuenta a Charles Darwin, compartiendo sus teorías evolucionistas.

## Principales publicaciones
- 1840. Essai sur les renoncules à fruits ridés transversalement. Ed. impr. Grimblot, Raybois. Nancy

- Flore de France ou description des plantes qui croissent naturellement en France et en Corse, con Charles Grenier :

- Tomo 1, París. J.-B. Baillière, 1848 
- Tomo 2, Besançon. Sainte-Agathe aîné & Lyon : Charles Savy, 1850 
- Tomo 3, París : F. Savy, 1853 

- 1856. [http://gallica.bnf.fr/ark:/12148/bpt6k6510364n De l'Ægilops triticoïdes et de ses différentes formes. 2.ª ed. tomo 1.° impr. Grimblot & vda. de Raybois. Nancy

- 1857.  Flore de Lorraine. Ed. J.-B. Baillière. París

- 1857. Flore de Lorraine. 2.ª ed. tomo 2.º de J.-B. Baillière. París

- 1859. [http://jubilotheque.upmc.fr/ead.html?id=BG_000007_001 Archivado el 2 de abril de 2015 en Wayback Machine. De l'espèce et des races dans les êtres organisés et spécialement de l'unité de l'espèce humaine. Tomo 1 ed. J.-B. Baillière. París

- 1859. [http://jubilotheque.upmc.fr/ead.html?id=BG_000007_002 Archivado el 2 de abril de 2015 en Wayback Machine. De l'espèce et des races dans les êtres organisés et spécialement de l'unité de l'espèce humaine. Tomo 2 ed. J.-B. Baillière. París

- 1862. Essai sur la géographie botanique de la Lorraine. Ed. impr. de l'Académie de Stanislas. Nancy

- 1863. Zoologie de la Lorraine, ou catalogue des animaux sauvages observés jusqu'ici dans cette ancienne province. Ed. impr. de l'Académie de Stanislas. Nancy

- 1864. Examen ethnologique des têtes de St Mansuy et de St Gérard évêques de Toul. Ed. impr. de l'Académie de Stanislas. Nancy

- 1873. Des hybrides et des métis de Datura étudiés spécialement dans leur descendance. Ed. impr. de Berger-Levrault. Nancy

- 1875. [http://gallica.bnf.fr/ark:/12148/bpt6k6503655c Notice sur les explorations botaniques faîtes en Lorraine de 1857 à 1875 et de leurs résultats. Ed. impr. de Berger-Levrault. Nancy

- 1879. Le rôle politique des fleurs, Ed. impr. de Berger-Levrault. Nancy

## Honores

### Epónimos
- Jardín Dominique Alexandre Godron

Especies
- (Asteraceae) Artemisia godronii (Rouy ex E.P.Perrier) Bonnier [1][2]
- (Asteraceae) Cirsium godronii Sch.Bip. ex Nyman [3]
- (Asteraceae) Onopordum godronii Thell. [4]
- (Convolvulaceae) Cuscuta godronii Des Moul. [5]
- (Malvaceae) Althaea godronii Alef. [6]
- (Poaceae) Elytrigia godronii (Kerguélen) Holub [7]
- (Ranunculaceae) Batrachium godronii Nyman [8]
- (Ranunculaceae) Thalictrum godronii Jord. [9]
- (Rosaceae) Rubus godronii Lecoq & Lamotte [10]
- (Rosaceae) Rubus godronii P.J.Müll. [11]
- (Scrophulariaceae) Diplacus godronii Verschaff. ex E.Morren [12]
- (Scrophulariaceae) Verbascum godronii Boros ex Thell. [13][14]
- (Scrophulariaceae) Verbascum × godronii Boreau [15]

- La abreviatura «Godr.» se emplea para indicar a Dominique Alexandre Godron como autoridad en la descripción y clasificación científica de los vegetales.[16]

Se poseen 574 registros de sus identificaciones y nombramientos de nuevas especies, la mayoría con Grenier.